# Peleopoda convoluta
Peleopoda convoluta är en fjärilsart som beskrevs av W. Donald Duckworth 1970. Peleopoda convoluta ingår i släktet Peleopoda och familjen plattmalar. Inga underarter finns listade i Catalogue of Life.